# Rijstteelt in Suriname

Rijstvelden aan de Zeedijk in Nickerie

Rijstteelt in Suriname is een tak van de landbouw in Suriname en valt onder de verantwoordelijkheid van het ministerie van Landbouw, Veeteelt en Visserij.

## Geschiedenis

### Introductie van rijst in Suriname

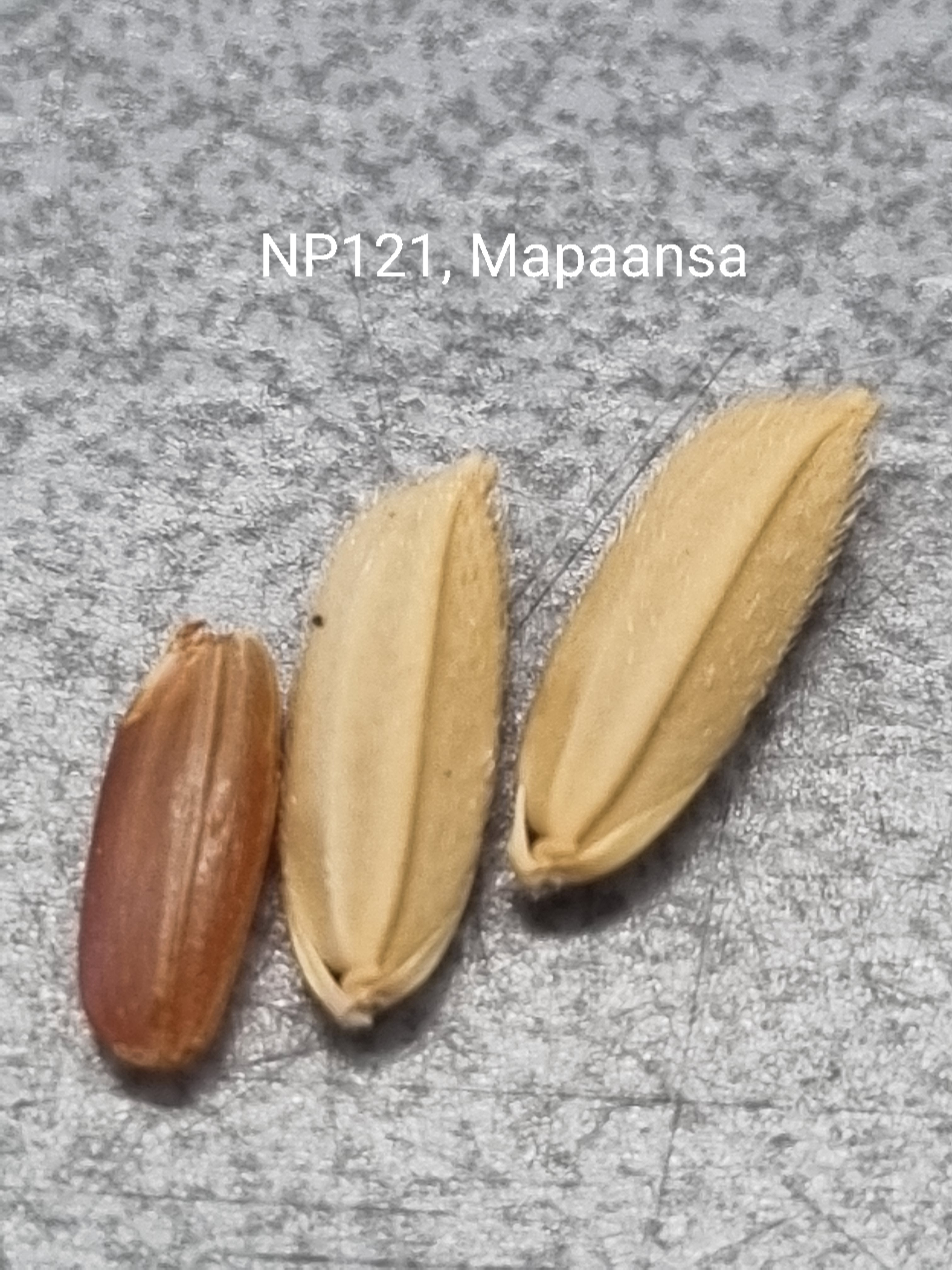
Ma Paanza rijst, rijstkorrel (gefotografeerd en verzameld door Nicholaas Pinas)

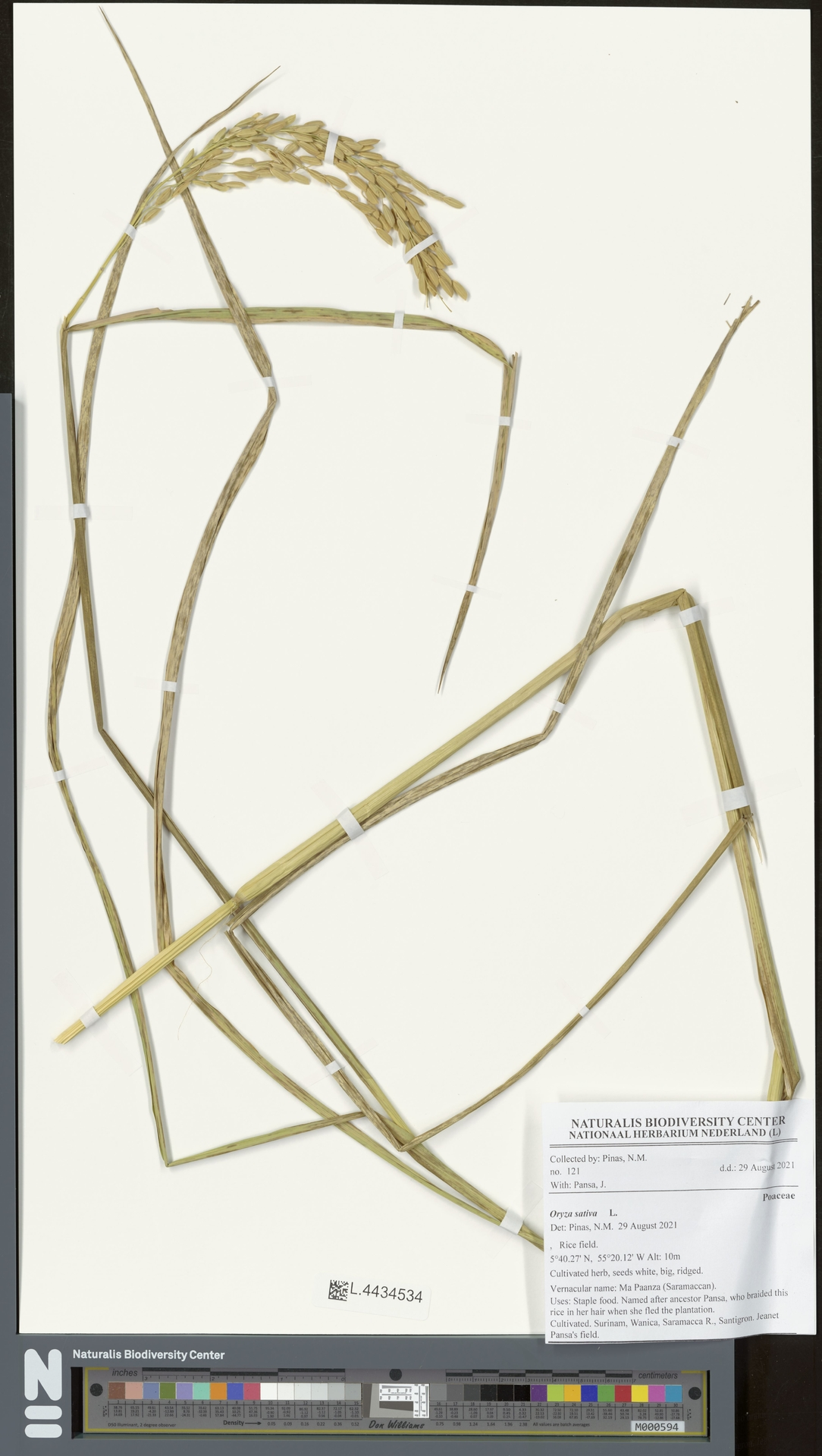
Ma Paanza Rijstplant (gefotografeerd en verzameld door Nicholaas Pinas)

In de orale geschiedenis van de marrons in Suriname wordt verteld dat Afrikaanse vrouwen rijst in Suriname geïntroduceerd hebben door rijstkorrels te verbergen in hun haar. Nederlandse slavenschepen in de 17de en 18de eeuw kochten rijst op aan de Afrikaanse westkust als bulkvoedsel voor de slaafgemaakten, die opeengepakt in het ruim zaten. Slaafgemaakte vrouwen moesten aan boord de rijst pellen en koken en waren zo in staat om ongepelde zaadjes te verzamelen, die in hun haar te vlechten en bij aankomst in Suriname rond de slavenhutten te planten. Hoogleraar Tinde van Andel en Nicholaas Pinas, afkomstig uit een Marrongemeenschap, interviewden zeven jaar lang bijna honderd Marron-vrouwen in de binnenlanden van Suriname en buurland Frans-Guyana. De vrouwen vertelden eeuwenoude familieverhalen over voorouders die rijst op schepen meenamen, uit onder meer het gebied wat nu Ivoorkust en Nigeria is. Archiefonderzoek ondersteunde deze verhalen. Op hun vlucht van de Surinaamse plantages namen de vrouwen zoveel mogelijk rijstzaden mee. In het huidige Suriname ontlenen de traditionele rijstsoorten hun naam aan de vrouwen die rijstkorrels meenamen bij hun marronage, waaronder Milly en Sapali.
Hoewel de Marrons na de Tweede Wereldoorlog de beschikking kregen over verbeterde Amerikaanse rijstrassen, verbouwen ze de traditionele variëteiten nog steeds  Begin 21e eeuw wordt de zwarte rijst nauwelijks nog gegeten, maar in het binnenland vooral gebruikt voor kruidenbaden om de geest te reinigen, en om te offeren aan de voorouders. Tijdens begrafenissen is voor zwarte rijst nog een belangrijke rol weggelegd.

### Rijst bij de Marrons
Rijst was in de tijd van de slavernij (tot 1863) een importproduct voor consumptie in de stad en op de plantages. Begin 18e eeuw vluchtte de slaafgemaakte Ma Pansa naar een Saramaccaans dorp aan de Boven-Surinamerivier en met rijst verstopt in haar dikke vlechten. Hiermee introduceerde ze de eerste rijstlandbouw in de marrondorpen. Wageningen University publiceerde in oktober 2024 een genetisch onderzoek dat de rijstsoorten die marrons in de 20e eeuw verbouwen hun herkomst kennen in West-Afrika en Nederlands-Indië.

### Ontwikkeling van de rijstteelt
Rond 1890 begonnen Hindoestanen met het op kleine schaal verbouwen van padie, het woord dat gebruikt wordt voor ongepelde rijst. Voor de Aziatische migranten maakte rijst deel uit van de dagelijkse voeding. Voor Afro-Surinamers waren dat vooral aardgewassen en vanaf 1918 begonnen ook zij rijst te consumeren. Tot 1930 was de productie in Suriname onvoldoende om de bevolking van te voeden. In de twintig jaar daarna steeg de productie en werd ook voor het eerst op kleine schaal geëxporteerd.
In 1949 werd met behulp van het Welvaartsfonds de Stichting Machinale Landbouw (SML) opgericht en werd de polder rondom Wageningen ter grootte van zesduizend hectare ingericht voor de verbouw van padie. Nederlandse boeren kwamen naar Suriname en kregen elk zeventig hectare om een machinaal rijstbedrijf te starten. Door de lage inkomsten vanwege dalende prijzen op de wereldmarkt keerde een groot deel weer terug. Van de Hindoestaanse rijstboeren wist slechts een deel de overstap te maken. In 1975 was de SML inmiddels een staatsbedrijf. In tegenstelling tot de flexibele particuliere boeren wist ze niet te overleven. Wageningen lag er sindsdien verlaten bij. Sinds 1950 bleef de productie van padie niettemin stijgen en groeide Suriname uit tot exportland. In 2020 werd 70 procent van de opbrengst geëxporteerd. In het land hebben rond de zesduizend gezinnen een bestaan in de rijstsector.

## Westelijk kustgebied
De verbouw van padie gebeurt met name in Nickerie en in mindere mate in Coronie en Saramacca. In 1985 richtte het ministerie van Landbouw de Stichting Agrarische Ontwikkeling Coronie op om de rijstsector in Coronie te stimuleren. Met hulp van donaties uit het Europees Ontwikkelingsfonds waren er een aantal florerende jaren, totdat de wereldmarktprijzen in de jaren 1990 in elkaar zakten. In de jaren 2010 werd vergeefs geprobeerd de sector in Coronie nieuw leven in te blazen, onder meer in samenwerking met de Coöperatie Coroniaanse Boeren.
Sinds december 2024 wordt ook rijst ingeplant in het district Marowijne in het oosten van Suriname.

## Organisaties
De rijstexport ligt sinds 1960 in handen van de Vereniging van Rijst Exporteurs. Belangenverenigingen in de sector zijn de Vereniging van Padie Producenten, de Surinaamse Padie Boeren Associatie en de Bond van Surinaamse Padieproducenten.
Ondersteunend aan de sector is de overheidsinstantie Stichting Nationaal Rijstonderzoeks Instituut met als werkarm het Anne van Dijk Rijst Onderzoekscentrum Nickerie (Adron). In de jaren 2010 zijn de rijstrassen uit buurland Guyana in opmars ten koste van de zaden van Adron.
Een voormalige overheidsinstantie in de 20e eeuw in de sector was de Stichting Agrarische Kernbedrijven Nickerie. Ze was in Nickerie actief met onder meer een droogfaciliteit voor padie en opslagfaciliteiten. Daarnaast trad ze prijsregulerend op in de sector om een hogere prijs voor de boeren te garanderen. Deze rol werd in de jaren 1990 overgenomen door Jaimangal NV die door de Federatie van Agrariërs en Landarbeiders (FAL) was opgezet.
Een overheidsbedrijf met een aandeel in de rijstsector, is Surzwam dat onder meer zwaar materieel beheert, en verhuurt aan rijstboeren.
In april 2022 installeerde president Chan Santokhi het Rijst Platform Nieuw-Nickerie met het doel ketenbenadering in de rijstsector te bevorderen. Het uitgangspunt is dat wanneer de verschillende schakels in de sector samenwerken, er een verhoging optreedt in efficiëntie, productiviteit en uiteindelijk de kwaliteit van het product.
Begin jaren 2020 wordt in de rijstsector het belang van zelfredzaamheid steeds meer ingezien, ten opzichte van onder meer banken, opkopers en importeurs. Dertien coöperaties werken in 2023 toe naar het zelf importeren van kunstmest. Dit was een taak die altijd door de overheid werd ondernomen. Minister Parmanand Sewdien van Landbouw zegde zijn volledige steun toe aan de zelf genomen initiatieven.